# Equivalencia (teoría de la medida)
En matemáticas, y específicamente en teoría de la medida, la equivalencia es la noción de que dos medidas son cualitativamente similares. Específicamente, las dos medidas coinciden en qué eventos tienen medida cero.

## Definición
Dejar {\displaystyle \mu } y {\displaystyle \nu } ser dos medidas en el espacio mensurable {\displaystyle (X,{\mathcal {A}}),} y deja{\displaystyle {\mathcal {N}}_{\mu }:=\{A\in {\mathcal {A}}\mid \mu (A)=0\}}y{\displaystyle {\mathcal {N}}_{\nu }:=\{A\in {\mathcal {A}}\mid \nu (A)=0\}}ser los conjuntos de {\displaystyle \mu } - conjuntos nulos y {\displaystyle \nu } -conjuntos nulos, respectivamente. Entonces la medida {\displaystyle \nu } se dice que es absolutamente continuo en referencia a {\displaystyle \mu } si y solo si {\displaystyle {\mathcal {N}}_{\nu }\supseteq {\mathcal {N}}_{\mu }.} Esto se denota como {\displaystyle \nu \ll \mu .}
Las dos medidas se llaman equivalentes si y sólo si {\displaystyle \mu \ll \nu } y {\displaystyle \nu \ll \mu ,}  que se denota como {\displaystyle \mu \sim \nu .} Es decir, dos medidas son equivalentes si satisfacen {\displaystyle {\mathcal {N}}_{\mu }={\mathcal {N}}_{\nu }.}

## Ejemplos

### En la recta real
Defina las dos medidas en la recta real como{\displaystyle \mu (A)=\int _{A}\mathbf {1} _{[0,1]}(x)\mathrm {d} x}{\displaystyle \nu (A)=\int _{A}x^{2}\mathbf {1} _{[0,1]}(x)\mathrm {d} x}para todos los conjuntos Borel {\displaystyle A.} Entonces {\displaystyle \mu } y {\displaystyle \nu } son equivalentes, ya que todos los conjuntos fuera de {\displaystyle [0,1]} tener {\displaystyle \mu } y {\displaystyle \nu } medida cero, y un conjunto dentro {\displaystyle [0,1]} es un {\displaystyle \mu } -conjunto nulo o un {\displaystyle \nu } -conjunto nulo exactamente cuando es un conjunto nulo con respecto a la medida de Lebesgue.

### Espacio de medida abstracto
Mira un espacio mensurable {\displaystyle (X,{\mathcal {A}})} y deja {\displaystyle \mu } ser la medida de conteo, entonces{\displaystyle \mu (A)=|A|,}dónde {\displaystyle |A|} es la cardinalidad del conjunto a. Entonces la medida de conteo tiene solo un conjunto nulo, que es el conjunto vacío. Eso es, {\displaystyle {\mathcal {N}}_{\mu }=\{\varnothing \}.} Entonces, según la segunda definición, cualquier otra medida {\displaystyle \nu } es equivalente a la medida de conteo si y solo si también tiene solo el conjunto vacío como único {\displaystyle \nu } -conjunto nulo.

## Medidas de apoyo
Una medida {\displaystyle \mu } se llama un supporting measure
de una medida {\displaystyle \nu } si {\displaystyle \mu } es {\displaystyle \sigma } -finito y {\displaystyle \nu } es equivalente a {\displaystyle \mu .} 